# Pabici, Zolociv
Pabici (în ucraineană Пабіч) este un sat în comuna Sasiv din raionul Zolociv, regiunea Liov, Ucraina.

## Demografie
Componența lingvistică a localității Pabici
     Ucraineană (99,49%)
     Alte limbi (0,51%)
Conform recensământului din 2001, majoritatea populației localității Pabici era vorbitoare de ucraineană (99,49%), existând în minoritate și vorbitori de alte limbi.